# RhB Gmf 4/4

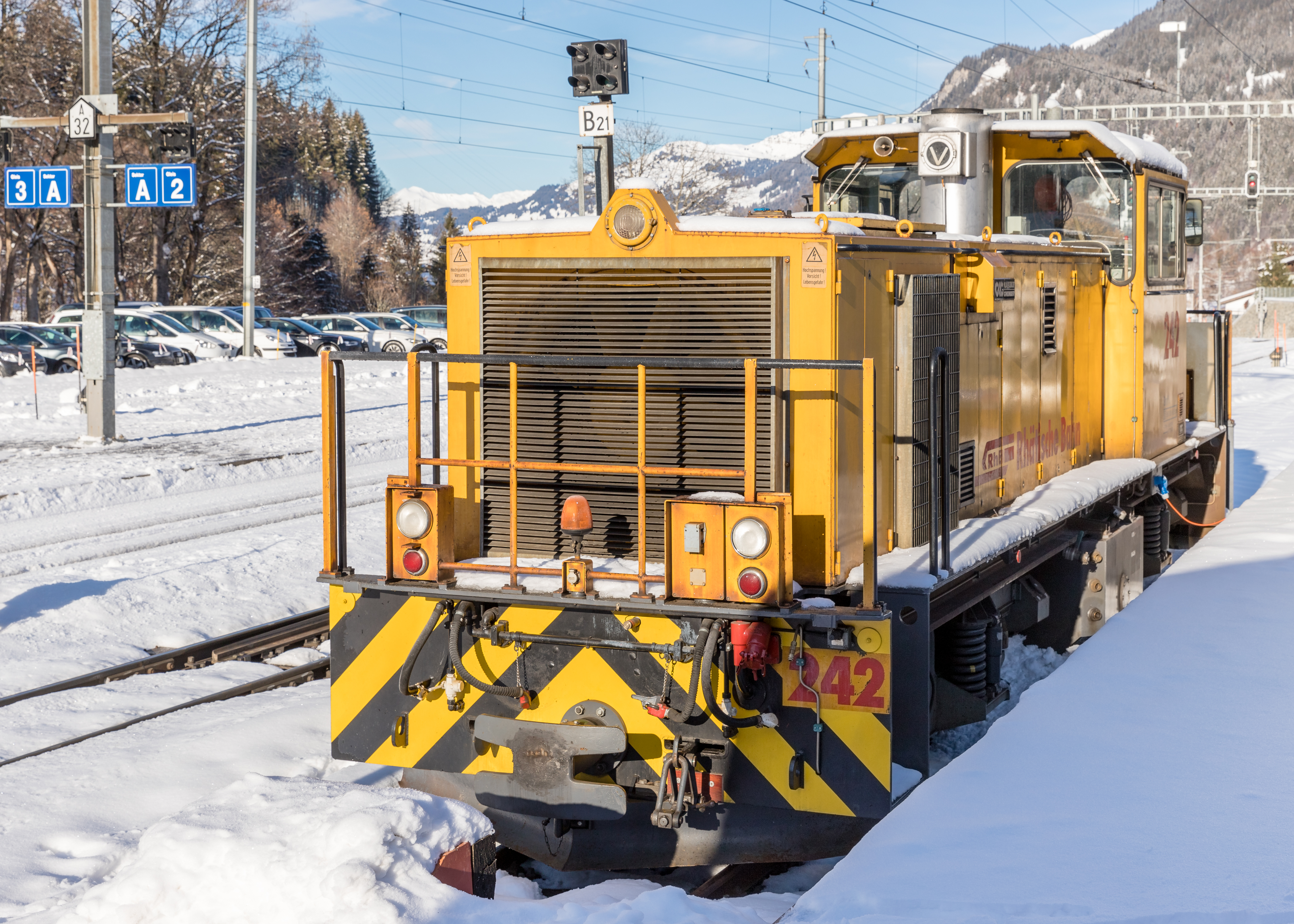
Gmf 4/4 Nr. 242 in Klosters-Platz

Die dieselhydraulische Rangierlokomotiven Gmf 4/4 242 und 243 der Rhätischen Bahn (RhB) wurden 1991 in Betrieb genommen. Sie wurden für Bauzüge beim Bau des Vereinatunnels eingesetzt. Heute ist die Gmf 4/4 243 in Klosters-Platz für den Rangierdienst und für einen der Lösch- und Rettungszüge Vereina stationiert. Die Gmf 4/4 242 ist in Landquart beheimatet. Die Lokomotiven eignen sich am besten dafür, Lasten bei geringer Geschwindigkeit über lange Strecken zu ziehen.
Die Loks sind 60 km/h schnell, haben ein Gewicht von 50 t und eine Leistung von 350 kW bei 20 km/h. Der Antrieb erfolgt über Caterpillar-Dieselmotoren. Die Loks können per Funk fernbedient werden.